# Xuclamel comú
El xuclamel comú (Lonicera periclymenum) és una espècie de xuclamel de la família de les caprifoliàcies. També rep el nom de lligabosc atlàntic, dolçamel, gallarets pl., mare-selva o xuclamel atlàntic.

## Descripció
És un arbust enfiladís caducifoli de fins a 5 metres d'alçada, tot i que pot arribar als 8 metres.
Les fulles, de 3 a 9 cm, són primes, toves, lanceolades-el·líptiques, oposades de dues en dues per les bases.
La floració té lloc entre els mesos de juliol i setembre. Les flors, d'uns 4 cm, són blanques o grogoses, a vegades de color rosat. Són molt oloroses, amb la corol·la tubular i peludes. Estan obertes en 2 llavis desiguals, l'inferior enter i el superior dividit en 4 lòbuls; 5 estams sobresurten de l'interior del tub de la corol·la. Les flors són pol·linitzades per papallones nocturnes, ja que les flors solen estar tancades durant el dia i obertes de nit.
Els fruits són baies ovoides de color vermell disposats en glomèruls densos.

## Distribució i hàbitat
És una planta nativa d'Europa, que arriba a viure al sud de Noruega i de Suècia. Es troba sovint en boscos, arbredes, alzinars i bardisses. A Catalunya creix entre els 0 i els 1.200 metres d'altitud; rarament es troba els 1.200 i els 1.800 metres. Es cultiva com planta ornamental.